# Chiesa di San Giovanni (Orosei)
La chiesa di San Giovanni è una chiesa campestre situata in territorio di Orosei - nella Sardegna centro-orientale - da cui dista circa un chilometro.

È consacrata al culto cattolico e fa parte della parrocchia di San Giacomo Maggiore, diocesi di Nuoro.